# Bjerregrav
Bjerregrav er en landsby i Midtjylland med 459 indbyggere  (2024), beliggende i Vester Bjerregrav Sogn. Landsbyen ligger i Viborg Kommune og hører til Region Midtjylland. Dens navn omtales i år 1355 som Byærghgraf.
Bjerregrav ligger i det naturskønne område omkring Skals Ådal. Byen har i perioden fra 2008 til 2016 oplevet en meget positiv vækst på 26% så der i skrivende stund er 448 indbyggere. Denne positive vækst har blandt andet også udmøntet sig i flere nye tiltag. Der er blevet etableret en indhegnet hundeskov midt i byen samt plantet 140 frugttræer i byens frugtlund. Derforuden er der også blevet lagt mange frivillige kræfter i byens skov "Nordskoven". Den omfatter blandet en skov hytte, lille skovlegeplads samt et lille musik værksted hvor skovens gæster selv kan give et lille nummer. Derudover finder man også Bamses hus.
Byen har mange foreninger. Blandt andet en meget aktiv idrætsforening samt Borgerforening og Pensionistforening. Derforuden er der også to Arbejdsgrupper "Levende Landsby" samt "Trivsels pigerne", begge arbejder med udvikling af byen.
I Bjerregrav finder man flere virksomheder og butikker. Der er blandt andet:
Købmandsbutik, frisører, automobilforhandler, busselskab, maskinstation samt flere håndværkervirksomheder.
Engang havde landsbyen en folkeskole, Bjerregrav Skole, der lukkede i januar (2008). Den er nu erstattet af Bjerregrav Friskole.
Den tidligere by-portal VesterBjerregrav.dk er nedlagt i 2016 og i stedet er den simlere velkomst side på Bjerregrav.nu med link til byens foreninger og forretninger.